# Рой Реймонд
Рой Ларсон Реймонд (англ. Roy Larson Raymond; 15 квітня 1947, Коннектикут — 26 серпня 1993, Агломерація затоки Сан-Франциско, США) — американський бізнесмен, засновник роздрібних магазинів спідньої білизни Victoria's Secret у Каліфорнії у 1977 році.

## Молодість й освіта
Народився 15 квітня 1947 року у Коннектикуті. У 13 років розпочав бізнес з виготовлення весільних запрошень у Фейрфілді. Навчався в Університеті Тафтса, який закінчив 1969 року. 1971 року здобув ступінь магістра ділового адміністрування в Стенфордській вищій школі бізнесу.

## Кар'єра

### Початок кар'єри
На початку кар'єри працював у відділі маркетингу в кількох компаніях, зокрема Guild Wineries, Richardson-Merrell і Vicks. Найбільшим його бажанням було відкрити власну справу.

### Victoria's Secret
Рой і Гея Реймонди 12 червня 1977 року заснували Victoria's Secret у Делавері. Перший магазин Victoria's Secret відкрився в Стенфордському торговому центрі в Пало-Альто, Каліфорнія. Купуючи спідню білизну для своєї дружини в універмазі Реймонд зніяковів і це спонукало його створити Victoria's Secret. На відкриття магазину, він позичив 40 000 доларів у банку та 40 000 доларів у своєї родини. Рой і Гея Реймонди працювали разом, щоб спроєктувати та відкрити перший магазин у вікторіанському стилі. Покликання на королеву Вікторію у назві мала підкреслити вишуканість і доречність, пов'язану з будуарами вікторіанської епохи, водночас натякати на «таємницю» під одягом. Вибираючи ім'я Вікторія для бізнесу, Реймонд заявив, що було «кілька сотень імен, які ми придумали, але лише одне, здавалося, містило всі елементи для персонажа, якого ми намагалися зобразити».
У перший рік компанія заробила 500 000 доларів, і Реймонд запустив каталог для замовлень поштою та відкрив три магазини в Сан-Франциско.
Леслі Векснер відкрив магазин Реймонда на початку 1980-х років, описавши його як унікальний і заявив, що ніколи не зустрічав нічого подібного у під час подорожей. Хоча він цікавився придбанням Victoria's Secret, Реймонд спочатку насторожено ставився до Векснера, який згодом заявив: «Коли я зустрів його, це було так, ніби він побачив диявола». Через пів року бізнес наблизився до банкрутства, і Реймонд зв'язався з Векснером, щоб обговорити потенційний продаж. 1982 року, після п'яти років роботи, Реймонд продав Векснеру Victoria's Secret за 1 мільйон доларів з її п'ятьма магазинами та 42-сторінковим каталогом, який, як повідомлялося, приносив 6 мільйонів доларів на рік.
Приблизно рік після продажу Реймонд залишався президентом Victoria's Secret, працюючи над створенням своєї наступної компанії, висококласного магазину для дітей My Child's Destiny. 1984 року Реймонд особисто вклав у нове підприємство 850 000 доларів. Бізнес обслуговував сімейні пари та продавав комп'ютерні ігри, імпортні ляльки та дорогі іграшки в одному магазині в Сан-Франциско та через каталоги для замовлення поштою. Незручне розташування магазину з обмеженим рухом і через обмежену маркетингову стратегію, зосереджену на заможних клієнтах, не принесло успіх справі. 1986 року компанія подала заяву про банкрутство відповідно до розділу 11. Весь фінансовий тягар ліг на Реймонда. Він з дружиною втратив будинки (у Сан-Франциско та на озері Тахо), а також транспортні засоби. Він продовжував працювати над новими бізнес-ідеями та запуском компаній, зокрема магазину дитячих книг (Quinby's), бізнесу поштового ремонту обладнання для дому та компанії, яка виготовляла перуки для тих, хто втратив волосся через лікування раку.
Реймонд отримав фінансування для запуску Quinby's від Діани Дісней Міллер і Рона Міллера, але через два роки його викупили через фінансові суперечки.

## Особисте життя
У Реймонда та його дружини Геї було двоє дітей, син і дочка. Пара розлучилася 1990 року. Як повідомляється, після розлучення Реймонд мав стосунки з Пеггі Найт з Росса, Каліфорнія.

## Смерть
26 серпня 1993 року Реймонд вчинив самогубство, стрибнувши з мосту. Востаннє його бачили, коли він йшов до мосту, а через кілька годин берегова охорона знайшла його тіло біля берегової лінії округу Марін. Слідчі дійшли висновку, що він стрибнув з мосту. На думку Гей Реймонд, він страждав від депресії після низки бізнес-провалів.